# Biblioteca Nazionale di Torino
De Biblioteca Nazionale di Torino is een van de belangrijkste Italiaanse bibliotheken. De zetel is gevestigd aan de Piazza Carlo Alberto; dit gebouw werd volledig herbouwd tussen 1958 en 1973 en plechtig geopend op 15 oktober 1973.

## Geschiedenis
De bibliotheek werd opgericht in 1723 door Victor Amadeus II van Savoye door een samenvoeging van de boekenverzameling van de stad Turijn, van de universiteit en van de bibliotheek van het huis van Savoye. De boeken werden verzameld in de toen nieuwe gebouwen van de Koninklijke universiteit aan de via Po.
Al heel snel werd een aanvang gemaakt met het opstellen van een catalogus van de manuscripten door Domenico Francesco Bencini(1729-1732) maar vooral door Giuseppe Pasini, directeur van 1745 tot 1770.
Het fonds van de bibliotheek werd uitgebreid door talrijke schenkingen en acquisities onder meer die van het Scriptorium van Bobbio van de abdij van San Colombano in Bobbio, die in 1824 een aantal manuscripten in bruikleen gaf. Ook dankzij het privilegie (diritto di stampa) dat bepaalde dat van elk uitgegeven boek een exemplaar in de bibliotheek moest worden opgeslagen, nam het fonds van de bibliotheek sterk toe. Hetzelfde zien we gebeuren in Venetië met de biblioteca Marciana. Ook bij de afschaffing van de Orde van de Jezuïeten en de afschaffing van de kloosters in de napoleontische periode komt de bibliotheek ten goede. In 1876 krijgt de bibliotheek de titel nazionale toegevoegd aan de traditionele naam van biblioteca universitaria. Op het einde van de 18e eeuw bezat de bibliotheek 250.000 volumes, 4200 manuscripten en 1000 incunabelen.
Met de brand in 1904 ging een belangrijk deel van de manuscriptenverzameling verloren (zie details in de sectie De brand). Het oude gebouw van de bibliotheek werd vernield gedurende de Tweede Wereldoorlog. Ook toen gingen weer 150.000 werken verloren. De nieuwe zetel werd gebouwd op de plaats van de vroegere stallingen van het Palazzo Carignano. Bij het optrekken van het nieuwe gebouw werd de gevel van de vroegere stallingen bewaard.
In 2006 bezat de bibliotheek meer dan 721.000 gedrukte werken, 4.250 actuele tijdschriften, 4.554 manuscripten, 1603 incunabelen en 10.063 werken uit de 16e eeuw. De handschriftencollectie is nog steeds zeer belangrijk, zo bezit de bibliotheek bijvoorbeeld 92% van de wereldwijd bekende handschriften van Antonio Vivaldi.

## De brand
In de nacht van 25 op 26 januari 1904 woedt een desastreuze brand in de bibliotheek. Vijf van de achtendertig zalen worden vernield, bijzonder getroffen zijn de secties met de manuscripten, de Piëmontese incunabelen, en de verzameling van de Aldinese drukken, meer dan twee derde (3000 van de 4500) van de manuscripten gaat verloren samen met 30.511 andere volumes. Bij de manuscripten die verloren gaan zitten de manuscripten uit de voormalige hertogelijke bibliotheek, uit de schenking van Victor Amadeus II, de manuscripten uit verscheidene Piëmontese kloosters onder meer een aantal uit het scriptorium van Bobbio, de legaten Valperga, Caluso en César Salluzzo en de volledige collectie van Aldinese drukken. Maar het grootste verlies is zonder twijfel het zogenaamde Turijn-Milaan-Getijdenboek afkomstig uit de collectie van Jean de France, duc de Berry. Ook een aantal antieke werken gaan verloren zoals de Palimpsesten van Cicero. Bijna de ganse collectie van Hebreeuwse manuscripten is verloren evenals een aantal werken in het Arabisch

## De fondsen
Een overzicht van de fondsen met unieke en zeldzame werken vindt u hierna.

### Manuscripten
De manuscripten collectie was vooral afkomstig van de bibliotheek van het huis van Savoye. Voor wat overbleef van de 4500 stuks in de collectie voor de brand is er actueel een project van restauratie en catalogisering gaande. De collectie is zeer waardevol evengoed omwille van de inhoud als omwille van de zeldzame materialen waarop geschreven werd zoals palmbladeren, papyrus en boekrollen in perkament. Van de zeer waardevolle collectie van Hebreeuwse manuscripten, voor 1904 de belangrijkste van Europa, blijven er vandaag slechts een honderdtal codici en fragmenten over die uit de 12e tot de 16e eeuw komen. Een van de mooiste werken uit deze collectie is de Hebreeuwse versie gemaakt door Zerahiah omstreeks 1284, van de “Commento medio” van Averroes op de metafysica van Aristoteles.
Van de Griekse manuscripten uit de originele Savoye bibliotheek blijven er vandaag nog een honderdtal van de oorspronkelijke 405 over waarvan een negentigtal verlucht en gedecoreerd tussen de 10e en 16e eeuw. Een bijzonder boek uit deze collectie is de Theodoretus van het einde van de 10e eeuw of het begin van de 11e met miniaturen die op een gouden achtergrond 22 profeten tonen.
In de collectie van manuscripten in het Latijns alfabet(Latijn, Frans, Italiaans en Spaans) zijn een aantal belangrijke werken te vinden. Er is een manuscript uit het midden van de 9e eeuw met een traktaat van Hrabanus Maurus, De laudibus Sancta Crucis en een commentaar op de Apocalyps van Beatus van Liébana, een Catalaanse kopie uit de 11e-12e eeuw van de Visigotische Beatus uit de kathedraal van Gerona van omstreeks 975. Er is ook de beroemde codex-K met de evangelies van Marcus en Matteus daterend van voor de Vulgaat, waarschijnlijk geschreven in Afrika in de 4e-5e eeuw en oorspronkelijk uit het scriptorium van Bobbio. Daarnaast zijn er natuurlijk nog talloze werken uit de 14e, 15e en 16e eeuw waaronder een aantal manuscripten uit de bibliotheek van de hertogen van Bourgondië.

### Partituren
De handschriften en gedrukte werken met muziek partituren vormen een prachtige collectie. De belangrijkste werken zijn ondergebracht in twee fondsen namelijk het Mauro Foà fonds met 87 manuscripten en 66 gedrukte werken en het Renzo Giordano fonds met 167 manuscripten en 145 gedrukte werken. Deze collecties zijn wereldberoemd omdat ze het merendeel van de werken van Antonio Vivaldi bevatten. Daarnaast zij er ook werken van Alessandro Stradella, zeldzame Duitse orgelwerken uit de 17e eeuw, geschreven en gedrukte partituren van Gluck, Haydn, Tommaso Traetta, Rameau, Philidor en van Franse en Italiaanse componisten van het einde van de 18e en het begin van de 19e eeuw. Daarnaast zijn er ook handschriften en gedrukte werken uit de bibliotheek van de Savoys met werken uit de 15e tot de 18e eeuw met onder meer balletten van Baldassarre Baltazarini di Belgioioso en Il Ballarino van Marco Fabrizio Caroso het eerste geschrift over de kunst van het dansen, gedrukt in Venetië in 1581.
Voor de musicologie zijn er ook de belangrijke middeleeuwse werken met muzieknotatie. Bij de werken, ook afkomstig van het scriptorium van Bobbio, zijn er Byzantijnse werken en andere die teruggaan tot de 13e eeuw.

### Prentenkabinet
Naast werken van enkele Italiaanse meesters en architecten zijn er ook meer dan 15.000 prenten uit de hertogelijke verzameling met werk van Albrecht Dürer, Giovenale Boetto, Pieter Bruegel de Oude, Jacques Callot, de gebroeders Agostino en Annibale Carracci, Lucas Cranach de Oude, Stefano della Bella, Lucas van Leyden, Andrea Mantegna, Claude Mellan, il Parmigianino, Giovanni Battista Piranesi, Marcantonio Raimondi, Guido Reni, Salvator Rosa, Agostino Veneziano en nog vele andere.

### Incunabelen en zeldzame drukken
De collectie van incunabelen geeft een overzicht van de eerste jaren van de boekdrukkunst in Europa, uiteraard met een bijzondere nadruk op Italië. De bibliotheek bezit enkele van de eerste werken gedrukt door Johann Fust en Peter Schöffer in Mainz. Verschillende volumes gepubliceerd in Rome door Conrad Sweynheym en Arnold Pannartz en de beroemde Hypnerotomachia Poliphili van Francesco Colonna uit 1499. Er is ook een luxe editie van de Biblia Polyglotta, in het Grieks, Latijn, Aramees, Syrisch en Hebreeuws gedrukt bij Christoffel Plantijn in Antwerpen in 1569. Deze Bijbel bestaat uit 8 volumes waarvan 6 gedrukt op perkament